# Historische Brikettpresse (Bergheim)

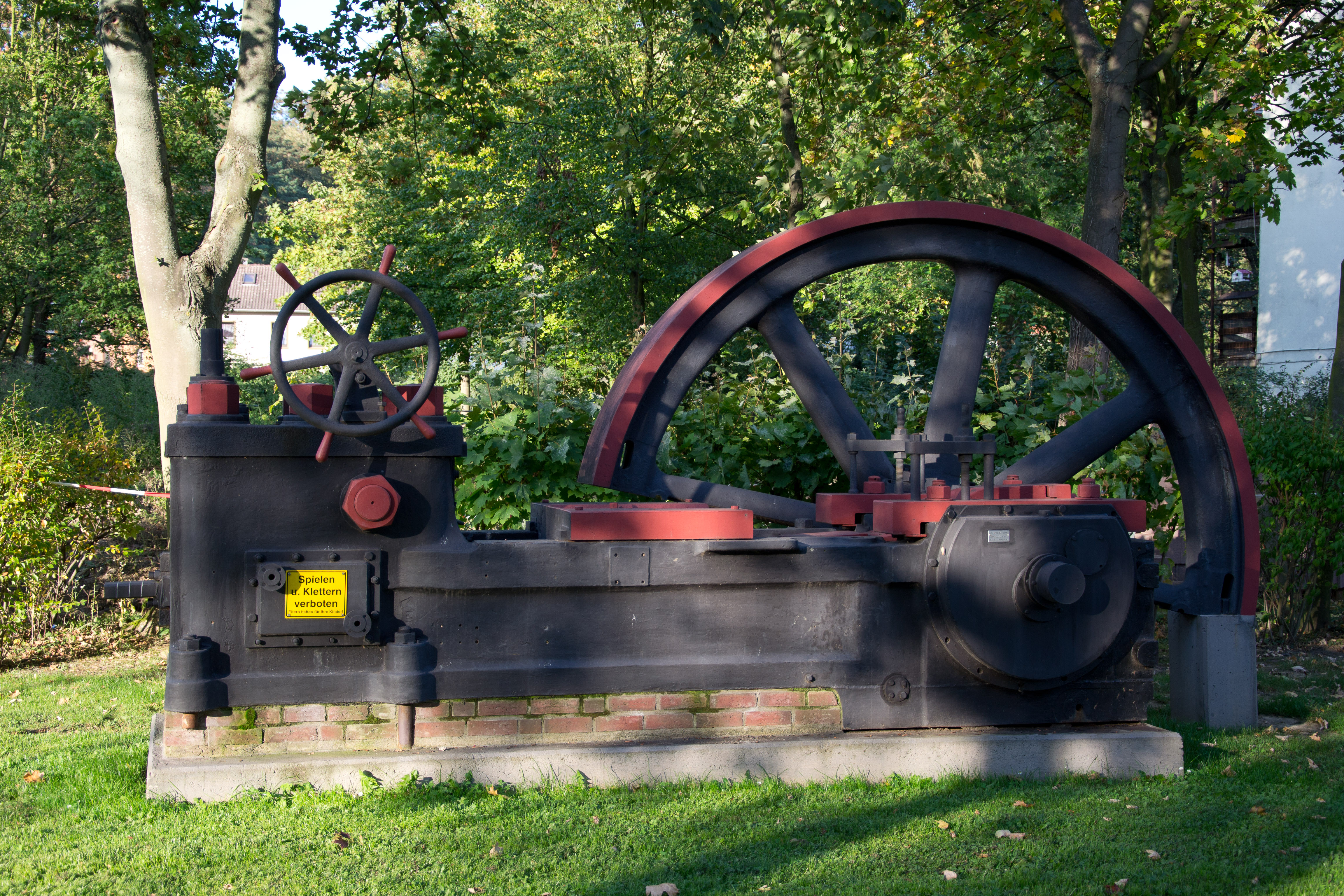
Die Historische Brikettpresse im Bergheimer Stadtteil Quadrath-Ichendorf

Die Historische Brikettpresse, so genannt von der lokalen Bevölkerung und im Bergheimer Stadtführer, ist eine historische Brikettpresse, die im Bergheimer Stadtteil Quadrath-Ichendorf an der Köln-Aachener-Straße als technisches Denkmal aufgestellt wurde. Das Denkmal soll an die Gründerzeit der Brikettierung im Rheinischen Braunkohlerevier erinnern.

## Beschreibung und Geschichte
Die Presse hat ein Gewicht von 153 Tonnen und besaß eine Brikettleistung von 4,5 Tonnen je Stunde. Sie ist im Jahr 1889 erbaut worden und stammt somit aus der Frühzeit der Brikettierung im Rheinischen Braunkohlerevier. Von 1892 bis 1954 stand die Presse in der Brikettfabrik Gruhlwerk I in Brühl und von 1955 bis 1994 in der Fabrik Fortuna-Nord in Niederaußem. Am 23. April 2007 wurde die Brikettpresse auf Initiative des örtlichen Heimat- und Geschichtsvereins an die Bevölkerung von Quadrath-Ichendorf übergeben.